# 정대영 (금융인)

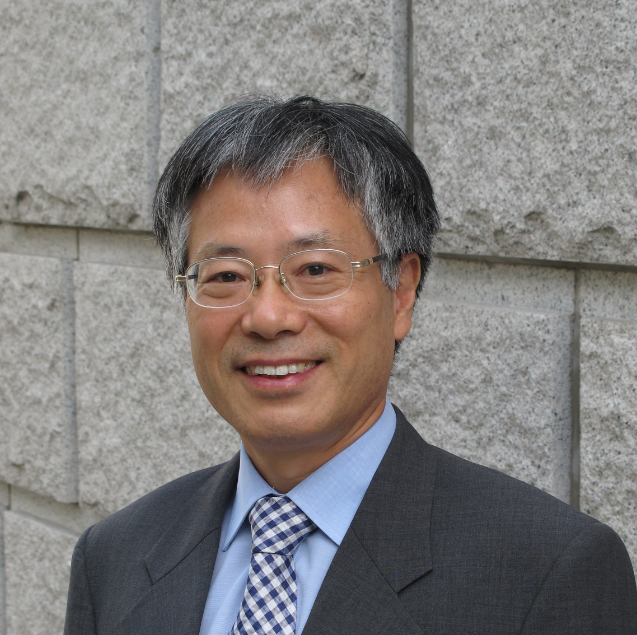
정대영

정대영(1954년 9월 16일 ~ )은 대한민국의 금융인이다. 서울대학교 무역학과를 졸업하고, 1978년부터 한국은행에서 근무하며 한국금융연수원 교수, 금융안정분석국장, 프랑크푸르트 사무소장, 한국은행 인재개발원 주임교수 등을 지냈다. 현재 송현경제연구소 소장과 사단법인 우리술문화원 이사장을 역임하고 있다.

## 학력
- 1974년 ~ 1978년 2월: 서울대 무역학과 학사
- 1985년 9월 ~ 1986년 6월: 오를레앙대학 금융경제대학원 수학

## 경력
- 1978년 4월 ~ 1980년 7월: 대한민국 육군 - 병장 제대
- 1978년 1월 ~ 2012년 2월: 한국은행 - 자금부, 조사제1부, 브뤼셀사무소, 발권부, 은행국 등
- 2001년 4월 ~ 2002년 5월: 한국금융연수원 교수
- 2006년 1월 ~ 2007년 8월: 한국은행 금융안정분석국장
- 2007년 9월 ~ 2011년 3월: 한국은행 프랑크푸르트 사무소장
- 2011년 4월 ~ 2012년 2월: 한국은행 인재개발원 주임교수
- 2012년 3월 ~ 현재: 송현경제연구소 소장
- 2015년 8월 ~ 현재: 사단법인 우리술문화원 이사장

## 저서
- 시장환경분석: 경기분석, 공저, 금융연수원(2002)
- 신위험관리론, 금융연수원(2005)
- 한국 경제의 미필적 고의: 잘사는 나라에서 당신은 왜 가난한가, 한울(2011)
- 동전에는 옆면도 있다, 한울(2013)
- 백낙청이 대전환의 길을 묻다, 공저, 창비(2015)
- 한국경제 대안 찾기, 창비(2015)
- 관점을 세우는 화폐 금융론, 창비(2018)

『한국경제의 미필적 고의』와 『동전에는 옆면도 있다』는 각각 2011년과 2013년 ‘『시사IN』이 선정하는 올해의 책’에 꼽혔다.